# ヴァイオリン協奏曲第4番 (ヴュータン)
ヴァイオリン協奏曲第4番ニ短調作品31は、アンリ・ヴュータンが1853年に作曲したヴァイオリン協奏曲。 第5番と共に親しまれている。

## 概要
従来はスケルツォと終楽章の冒頭数小節を省略して演奏される事が通例だったが、現在ではスケルツォを省略せずに演奏される機会が多い。しかしその場合でもヤッシャ・ハイフェッツやユーディ・メニューイン等の演奏は終楽章の序奏を省いている。

## 編成
独奏ヴァイオリン、フルート2、オーボエ2、クラリネット2、ファゴット2、ホルン4、トランペット2、トロンボーン3、ティンパニ、ハープ、弦五部

## 演奏時間
約23分

## 楽曲構成
第1楽章と第2楽章は切れ目なく演奏される。また、第4楽章の冒頭では第1楽章の旋律が再現される。
- 第1楽章 アンダンテ・モデラート　
ニ短調 4/4拍子。
- 第2楽章 アダージョ・レリジョーソ
変ホ長調 12/8拍子。
- 第3楽章 ヴィヴァーチェ　
ニ短調 3/4拍子 スケルツォ楽章。
- 第4楽章 アンダンテ‐アレグロ
ニ長調 4/4拍子